# أنتازولين
أنتازولين Antazoline

## الزمرة الدوائية
مضادات الهيستامين.

## الاستعمال
التهاب الملتحمة التحسسي.

## آلية التاثير
هو مضاد هيستامين من مشتقات الإيثيل إنديأمين.

## الحمل
ينتمي لأدوية المجموعة C.

## مضادات الاستطباب
فرط الحساسية.

## الجرعة
عينياً:
البالغين: محلول عيني يحوي أنتازولين 0.5% وكسيلوميثازولين هيدروكلوريد 0.05%. يعطى قطرة - قطرتين للعين/العينتان المصابة مرتين-ثالثة مرات / يوم.

## تحذيرات
1. يجب تجنب استعماله على مناطق واسعة على البشرة.
2. لا يستعمل على البشرة غير السليمة أو المصابة بمرض جلدي eczematous.

## التأثيرات الجانبية
- تفاعلات فرط الحساسية.
- تحسس الجلد.